# Frigga opulenta
Frigga opulenta là một loài nhện trong họ Salticidae.
Loài này thuộc chi Frigga. Frigga opulenta được María Elena Galiano miêu tả năm 1979.